# لاري هارلو
لاري هارلو (بالإنجليزية: Larry Harlow)‏ هو عازف جاز وعازف بيانو وملحن ومنتج أسطوانات أمريكي، ولد في 20 مارس 1939 في بروكلين في الولايات المتحدة.

## وصلات خارجية
- لاري هارلو على موقع IMDb (الإنجليزية)
- لاري هارلو على موقع ميوزك برينز (الإنجليزية)
- لاري هارلو على موقع ديسكوغز (الإنجليزية)